# کارمن پدارو
کارمن پدارو (زاده ۱۰ مه ۱۹۹۰) یک مدل اهل استونی است. او به‌ویژه به خاطر همکاری طولانی‌مدتش با مایکل کورس شناخته شده است.

## زندگی شخصی
پدارو در کهرا، استونی به دنیا آمد. او پس از مرگ مادرش وقتی پنج ساله بود، توسط مادربزرگش بزرگ شد. او در یک خانواده ورزشی به دنیا آمد و از سنین پایین به ورزش علاقه‌مند شد. از سن شش سالگی، او به ورزش‌های مختلفی مانند بسکتبال، فوتبال و هندبال می‌پرداخت. او برای یک سال در تیم ملی فوتبال زیر ۱۹ سال استونی به عنوان دروازه‌بان بازی کرد و سپس برای دنبال کردن مدلینگ از فوتبال کناره‌گیری کرد.

## حرفه
پدارو در سال ۲۰۰۵ و در سن ۱۵ سالگی در تئاتر درامات تئاتر تالین کشف شد. پس از آن، او با Next Models قرارداد بست و در یک ویراستاری برای Teen Vogue حضور یافت. اولین حضور او روی باند مد در سال ۲۰۰۷ و در نمایش بهار کریستوفر جان کین بود. فرصت بزرگ او در نمایش‌های پاییز ۲۰۰۸ در هفته مد نیویورک بود؛ او در نهایت ۴۳ نمایش را راه رفت و در نمایش‌هایی مانند مارک جیکوبز، دانا کرن، ژیوانشی و Dries Van Noten شرکت کرد.
از آن زمان، پدارو در تبلیغات برندهایی مانند , Gucci, Jill Stuart, Missoni, Nicole Farhi, Ralph Lauren و Derek Lam حضور داشته است. در سال ۲۰۱۱، او جایگزین مدل استونیایی دیگر، کارمن کاس، به عنوان چهره جدید مایکل کورس شد، که ظاهر او را «ورزشی، سکسی و شیک» توصیف کرد.
از مارس ۲۰۱۴، پدارو در لیست "Top 50 Models" که توسط Models.com منتشر شده بود، رتبه ۴ را کسب کرده است. او در حال حاضر به عنوان یک Industry Icon و Money Girl رتبه‌بندی شده است.